# Beg Pulad
Beg Pulad fou kan de l'Horda d'Or. Es va proclamar després de la fugida de Toqtamix quan aquest fou derrotat en la batalla del Kandurcha el 18-19-20 de juny de 1391.
Es coneixen algunes monedes d'aquest kan encunyades entre 1391 i 1393 a Krim, Azak, Nova Horda i Beled ("La Població"). És esmentat com opositor de Jagelló de Lituània en un yarligh. Pimen el metropolità rus, quan va viatjar a Constantinoble com arximadrita el 1383 l'esmenta i diu que tenia el ulus al riu Don. M. Soret el considera fill de Toqtamix però no assenyala la seva font; Howorth pel contrari el considera de la família rival d'Urus Khan.
Toqtamix hauria retornat vers 1393 i hauria recuperat el poder.